# Associazione Calcio Vicenza 1930-1931
Questa voce raccoglie le informazioni riguardanti il Associazione Calcio Vicenza nelle competizioni ufficiali della stagione 1930-1931.

## Stagione
In questa stagione il Vicenza sfiorò l'ammissione alle finali Nord per la promozione in Serie B, posizionandosi terzo con 35 punti, a un punto dalla Pro Gorizia seconda classificata.

## Rosa
| N. |                   | Ruolo | Calciatore          |
| -- | ----------------- | ----- | ------------------- |
|    | Italia (bandiera) | P     | Umberto Griggio     |
|    | Italia (bandiera) | P     | Silla Romanzini     |
|    | Italia (bandiera) | P     | Mario Zorzan        |
|    | Italia (bandiera) | D     | Tullio Capraro      |
|    | Italia (bandiera) | D     | Luigi Dal Maschio   |
|    | Italia (bandiera) | D     | Favaron             |
|    | Italia (bandiera) | D     | Rino Gianesello     |
|    | Italia (bandiera) | D     | Mirko Girardi       |
|    | Italia (bandiera) | D     | Tiziano Morando     |
|    | Italia (bandiera) | C     | Elione Ellero       |
|    | Italia (bandiera) | C     | Giuseppe Faccipieri |

| N. |                   | Ruolo | Calciatore         |
| -- | ----------------- | ----- | ------------------ |
|    | Italia (bandiera) | C     | Alfredo Gianesello |
|    | Italia (bandiera) | C     | Gaetano Griggio    |
|    | Italia (bandiera) | C     | Silvio Griggio     |
|    | Italia (bandiera) | C     | Benvenuto Ronzani  |
|    | Italia (bandiera) | C     | Remigio Scavazza   |
|    | Italia (bandiera) | A     | Giobatta Bertoldi  |
|    | Italia (bandiera) | A     | Sereno Gianesello  |
|    | Italia (bandiera) | A     | Gastone Ongaro     |
|    | Italia (bandiera) | A     | Renzo Pedezzi      |
|    | Italia (bandiera) | A     | Pietro Spinato     |
|    | Italia (bandiera) | A     | Felice Viero       |
|    | Italia (bandiera) | A     | Zanotto            |